# Joanna Zielińska
Joanna Zielińska (ur. 1976) – polska historyczka sztuki, kuratorka i krytyczka sztuki.

## Życiorys
W 2001 ukończyła studia w Instytucie Historii Sztuki na Uniwersytecie Jagiellońskim. Wspólnie z Małgorzatą Tomczak  prowadziła Galerię Koła w podziemiach IHS UJ (1998-2000), w której wystawiali m.in. Kuba Bąkowski, Rafał Bujnowski, Marcin Maciejowski, Wilhelm Sasnal.
W latach 2000–2007 pracowała w Galerii Potocka w Krakowie i biurze organizacyjnym Muzeum Sztuki Nowoczesnej w Niepołomicach, gdzie była kuratorką wystaw indywidualnych m.in. Oskara Dawickiego (2004), Janka Simona (2003), Karoliny Kowalskiej (2004), Kristofa Kintery (2006), Roberta Kuśmirowskiego (2004), Łukasza Skąpskiego (2006) oraz wystawy zbiorowej podsumowującej 20 lat działalności galerii Co z nami teraz będzie oraz Kolekcja prywatna (2006).
W latach 2003–2006 z Magdaleną Ujmą współtworzyła duet kuratorski exgirls.
W latach 2007–2010 była kuratorką programową Centrum Sztuki Współczesnej Znaki Czasu w Toruniu. W 2009 nominowana w plebiscycie Torunianin Roku Gazety Wyborczej, zajęła w nim piąte miejsce. W latach 2010–2015 była głównym kuratorem w Ośrodku Dokumentacji Sztuki Tadeusza Kantora Cricoteka w Krakowie, a w latach 2015–2000 pracowała jako kierownik Działu Sztuk Performatywnych w Centrum Sztuki Współczesnej Zamek Ujazdowski w Warszawie.
Obecnie pracuje jako kuratorka w Muzeum Sztuki Nowoczesnej w Antwerpii. 
Swoje teksty krytyczne publikowała m.in. na łamach: teksty.bunkier.com.pl, spam.art.pl, artapier.com, „Obieg”, „Exit”, „Czas Kultury”, „Opcje” oraz w katalogach wystaw. Jest autorką haseł w słowniku Tekstylia bis.